# آپلدا
آپُلدا (به آلمانی: Apolda) شهری است در ایالت تورینگن آلمان.
مساحت این شهر ۴۶٫۱۵ کیلومترمربع می‌باشد.